# Judas, irmão de Jesus
Judas (em grego antigo: Ἰούδας) foi um dos irmãos de Jesus mencionados no Novo Testamento. Ele é tradicionalmente identificado como o autor da Epístola de Judas, uma epístola curta que é uma das sete epístolas universais  (em contraposição às epístolas paulinas) do Novo Testamento, e considerada canônica por todo o cristianismo. Uma vez que Tiago, o Justo, primeiro bispo de Jerusalém, também é considerado irmão de Jesus, Judas é também conhecido como "Judas, irmão de Tiago."

## Descendentes
Hegésipo, um escritor cristão do século II d.C., menciona descendentes de Judas que viveram durante o período do imperador romano Domiciano (81 - 96 d.C.). Eusébio de Cesareia relata o seguinte em sua História Eclesiástica (III, 19-20):
| “ | Mas quando este mesmo Domiciano comandou que todos os descendentes de Davi fossem mortos, uma antiga tradição diz que alguns dos hereges acusaram os descendentes de Judas (dito irmão do Senhor pela carne), alegando que eram da linhagem de Davi e parentes do próprio Cristo. Hegésipo relata esses fatos usando as seguintes palavras: | ” |
|   | — História Eclesiástica, Eusébio de Cesareia. |   |

Seguem as palavras de Hegésipo:
| “ | "Da família do Senhor ainda viviam os netos de Judas, que se diz ser irmão do Senhor segundo carne." "Foi-lhes dada a informação de que perteciam à família de Davi, e foram levados até o imperador Domiciano pelo Evocatus, pois Domiciano temia a vinda de Cristo como Herodes também temeu. E ele lhes perguntou se eram descendentes de Davi, e eles confessaram que eram. Então ele lhes perguntou quantos bens possuíam ou quanto dinheiro possuiam. E ambos responderam que tinham apenas nove mil denários, metade dos quais pertencia a cada um deles; e essa propiedade não consistia de prata, mas em um pedaço de terra que continha trinta e nove acres, de onde eles arrecadavam seus impostos e se sustentavam com seu próprio trabalho." Em seguida, mostraram as mãos, exibindo a dureza de seus corpos e a calosidade produzida em suas mãos pelo trabalho contínuo, como evidência de seu próprio trabalho. E quando lhes perguntaram sobre Cristo e seu reino, de que tipo era, onde e quando deveria aparecer, responderam que não era um reino temporal nem terreno, mas um reino celestial e angélico, que apareceria no fim do mundo, quando ele viesse em glória para julgar os vivos e os mortos, e retribuir a cada um segundo suas obras. Ao ouvir isso, Domiciano não os condenou, mas, desprezando-os como se não tivessem importância, os deixou ir e, por um decreto, pôs fim à perseguição à Igreja. Mas quando foram libertados, governaram as igrejas porque eram testemunhas e também parentes do Senhor. E, tendo-se estabelecido a paz, viveram até a época de Trajano. Essas são relatadas por Hegésipo. | ” |
|   | — História Eclesiástica, Eusébio de Cesareia, citando Hegésipo. |   |

Eusébio termina seu relato afirmando que eles sofreram o martírio sob o imperador Trajano (98 - 117 d.C.), ainda citando Hegésipo (Hist. Ecles. III, 32.5):
| “ | O mesmo historiador afirma que havia outros também, descendentes de um dos assim chamados irmãos do Senhor, cujo nome era Judas, que, após terem dado seu testemunho perante Domiciano, como já foi relatado, em nome da fé em Cristo, viveram até o mesmo reinado [de Trajano]. Assim escreve Hegésipo: "Eles vieram, portanto, e tomaram a liderança de todas as igrejas como testemunhas e como parentes do Senhor. E uma paz profunda tendo sido estabelecida, assim permaneceram até o reinado de Trajano e até que o já mencionado Simeão, filho de Cleofas, um tio do Senhor, foi dedurado pelos heréticos e foi, igualmente, acusado da mesma pena [ser descendente de Davi] perante o governador Atticus. Após ter sido torturado por muitos dias, ele sofreu o martírio e todos, incluindo até mesmo o procônsul, se maravilharam que, com a idade de cento e vinte anos, ele conseguiu aguentar tanto tempo. E ordens foram dadas para que ele fosse crucificado. | ” |
|   | — História Eclesiástica, Eusébio de Cesareia, citando Hegésipo. |   |

Epifânio de Salamina, em sua obra Panarion, menciona um Judas Ciríaco (Judas de Jerusalém), bisneto de Judas, como o último bispo judeu de Jerusalém, que ainda estava vivo após a Revolta de Barcoquebas.